# Nationalratswahlkreis Bern-Oberland
Der Nationalratswahlkreis Bern-Oberland war ein Wahlkreis bei Wahlen in den Schweizer Nationalrat. Er bestand von 1848 bis 1919 (Einführung des heute üblichen Proporzwahlrechts) und umfasste den südlichen Teil des Kantons Bern, das Berner Oberland.

## Wahlverfahren
Hierbei handelte es sich um einen Pluralwahlkreis. Dies bedeutet, dass zwar mehrere Sitze zu verteilen waren, jedoch das Majorzwahlrecht zur Anwendung gelangte. Im Sinne der romanischen Mehrheitswahl benötigte ein Kandidat die absolute Mehrheit der Stimmen, um gewählt zu werden. Zur Verteilung aller Sitze waren unter Umständen mehrere Wahlgänge notwendig. Jeder Wähler hatte so viele Stimmen, wie Sitze zu vergeben waren.

## Bezeichnung und Sitzzahl
Bern-Oberland ist eine inoffizielle geographische Bezeichnung. Im amtlichen Gebrauch üblich war eine über die gesamte Schweiz angewendete fortlaufende Nummerierung, geordnet nach der Reihenfolge der Kantone in der schweizerischen Bundesverfassung. Aufgrund der wechselnden Anzahl im Laufe der Jahre erhielten manche Wahlkreise mehrmals eine neue Nummer. Bern-Oberland trug ab 1851 (erstmalige Anwendung eines einheitlichen Bundesgesetzes) jahrzehntelang die Nummer 5 und erhielt 1911 die Nummer 6.
Aufgrund der steigenden Bevölkerungszahl erhielt Bern-Oberland bei Wahlkreisrevisionen mehrmals eine höhere Anzahl Sitze zugesprochen.
- 1848 bis 1869: 4 Sitze
- 1872 bis 1908: 5 Sitze
- ab 1911: 6 Sitze

## Ausdehnung

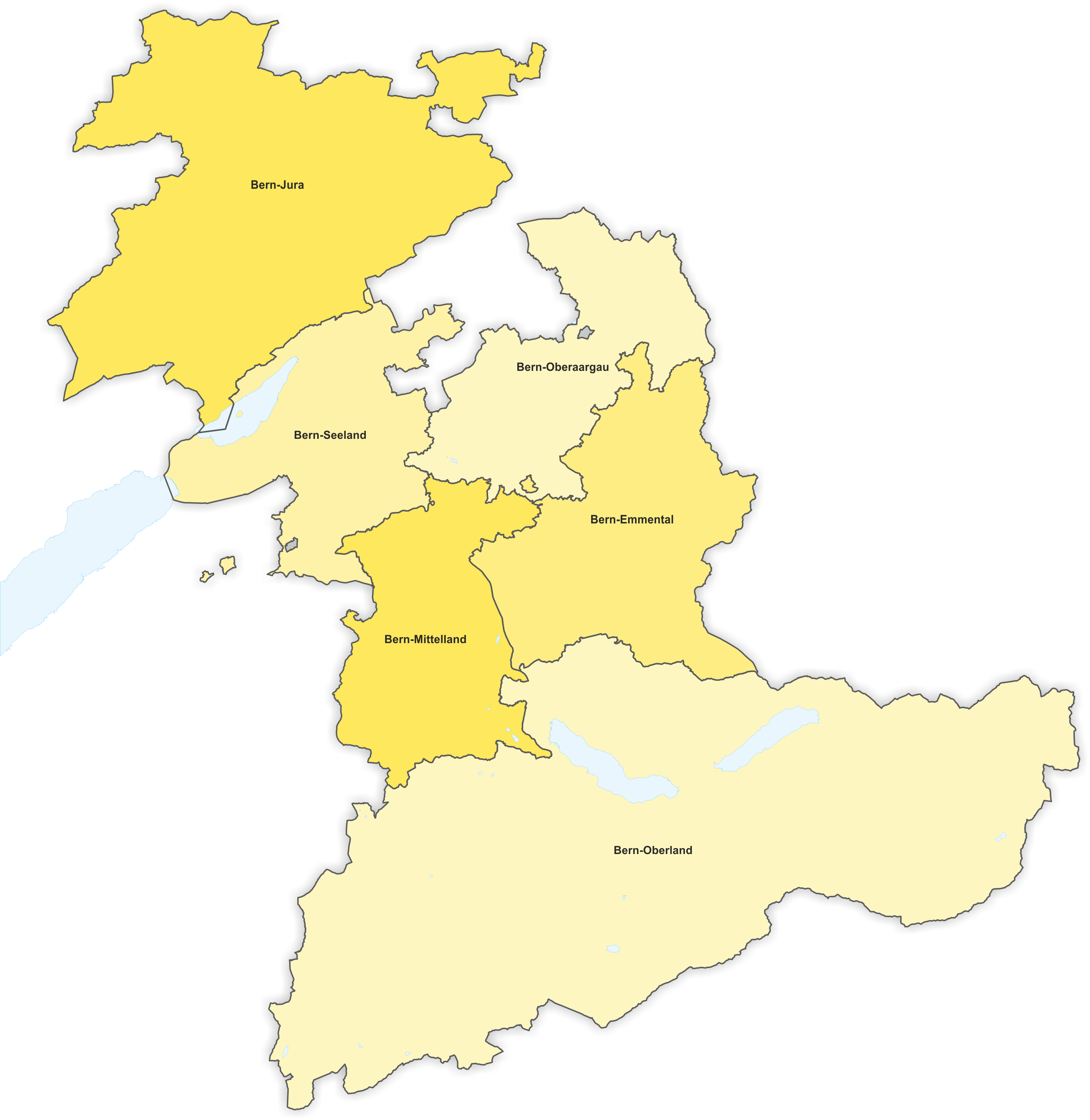
Wahlkreise Kanton Bern 1848–1872

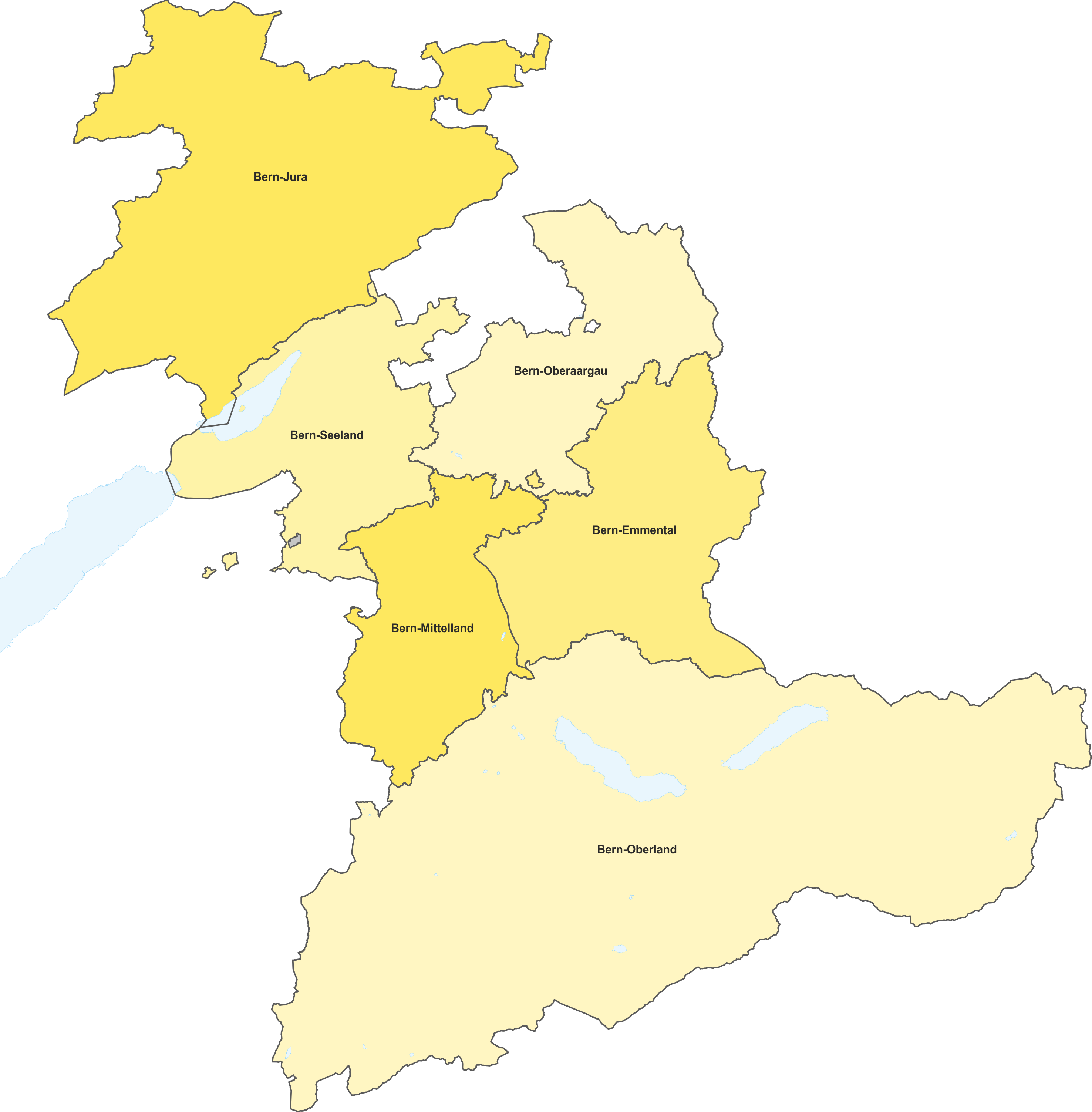
Wahlkreise Kanton Bern 1872–1890

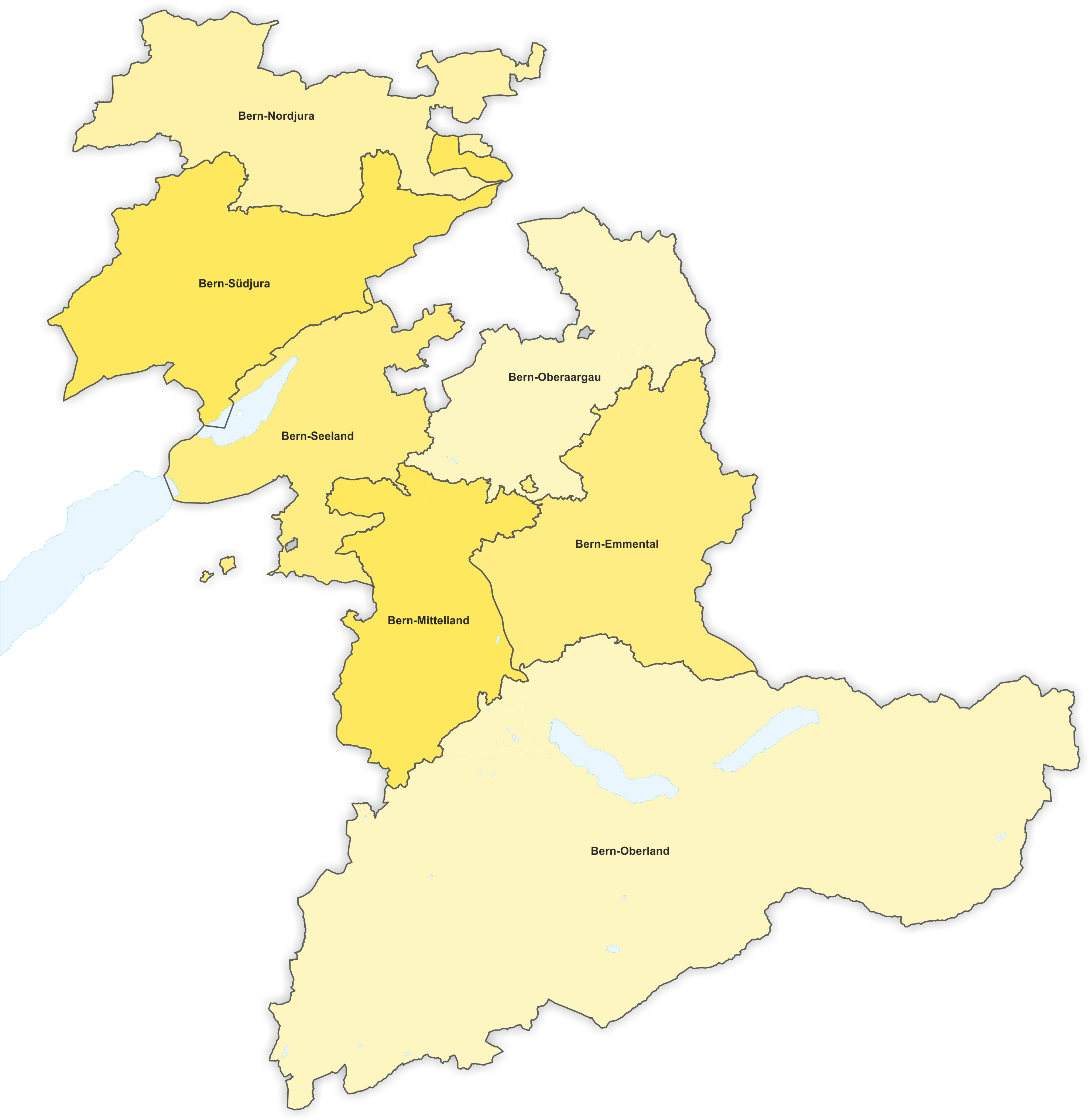
Wahlkreise Kanton Bern 1890–1911

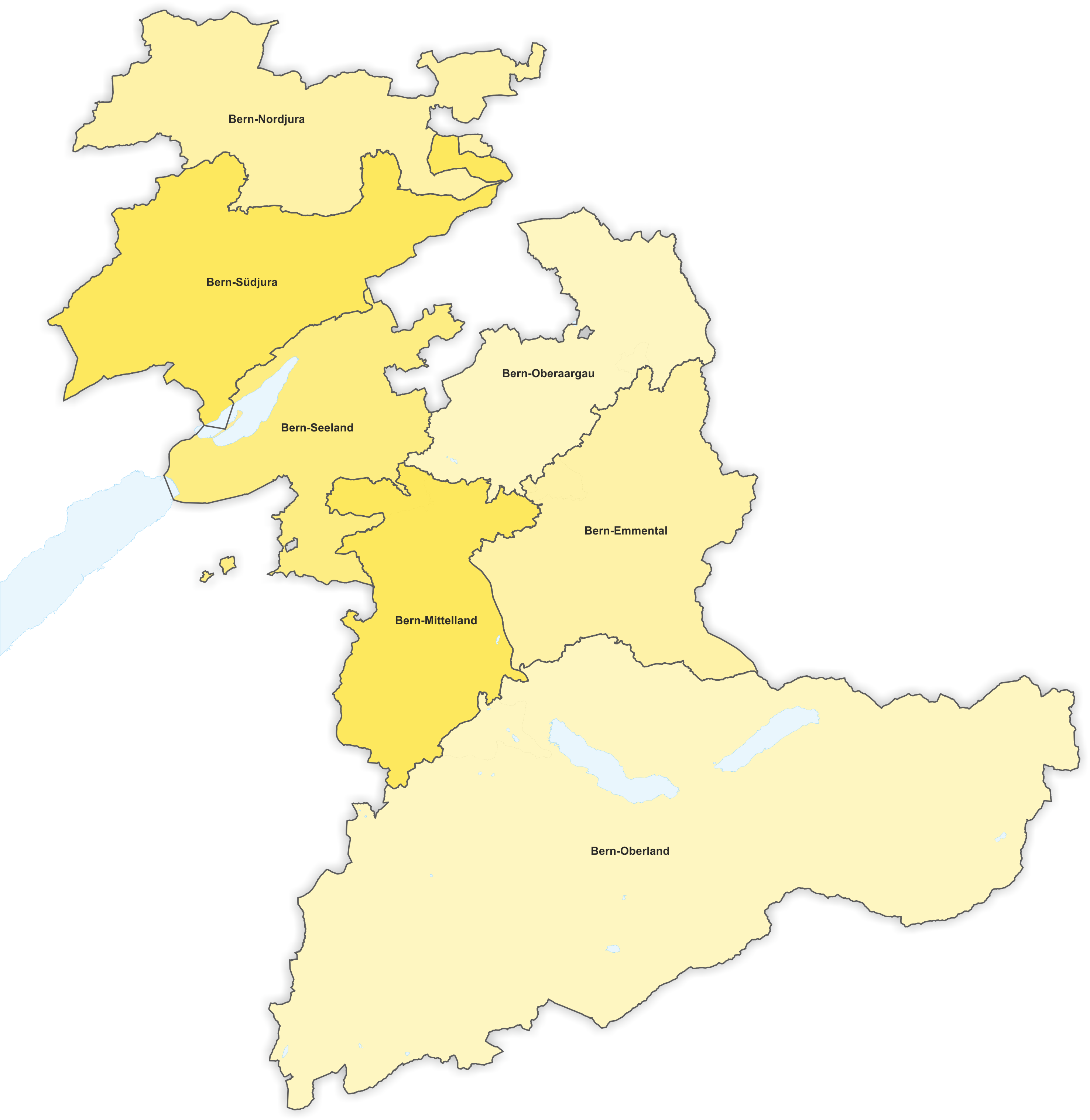
Wahlkreise Kanton Bern 1911–1919

Das Gebiet des Wahlkreises wurde am 21. Dezember 1850 mit dem «Bundesgesetz betreffend die Wahl der Mitglieder des Nationalrathes» erstmals verbindlich festgelegt, wobei man den bereits 1848 von der Berner Kantonsregierung geschaffenen Wahlkreis unverändert übernahm. Er umfasste:
- den Amtsbezirk Frutigen
- den Amtsbezirk Interlaken
- den Amtsbezirk Niedersimmental
- den Amtsbezirk Oberhasli
- den Amtsbezirk Obersimmental
- den Amtsbezirk Saanen
- den Amtsbezirk Thun ohne die Kirchgemeinden Amsoldingen, Blumenstein und Thierachern (entspricht den politischen Gemeinden Amsoldingen, Blumenstein, Forst, Höfen bei Thun, Längenbühl, Pohlern, Thierachern, Uebeschi, Uetendorf und Zwieselberg)

Gemäss dem Bundesgesetz betreffend die eidgenössischen Wahlen und Abstimmungen vom 19. Juli 1872 wurden die Kirchgemeinden Amsoldingen, Blumenstein und Thierachern vom Wahlkreis Bern-Mittelland abgetrennt und Bern-Oberland hinzugefügt. Der Wahlkreis umfasste somit:
- den Amtsbezirk Frutigen
- den Amtsbezirk Interlaken
- den Amtsbezirk Niedersimmental
- den Amtsbezirk Oberhasli
- den Amtsbezirk Obersimmental
- den Amtsbezirk Saanen
- den Amtsbezirk Thun

1919 wurden die sieben Berner Wahlkreise zum heute noch bestehenden Nationalratswahlkreis Bern zusammengelegt, in welchem das Proporzwahlrecht gilt.

## Nationalräte
- G = Gesamterneuerungswahl
- E = Ersatzwahl bei Vakanzen
- K = Komplimentswahl eines amtierenden Bundesrates
- B = Ergänzungswahl für einen Bundesrat

| Datum                 | Wahl | Gewählte | Gewählte | Partei |
| --------------------- | ---- | -------- | --- | ------ |
| 10.10.1848 22.10.1848 | G    |          | Jakob Imobersteg, Johann Karlen, Albert Lohner, Friedrich Seiler                                                     | FL     |
|                       |      |          | |        |
| 07.10.1850            | E    |          | Johannes Knechtenhofer                                                                                               | ER     |
|                       |      |          | |        |
| 26.10.1851            | G    |          | Jakob Imobersteg, Johann Karlen, Albert Lohner, Albrecht Weyermann                                                   | FL     |
|                       |      |          | |        |
| 29.10.1854 12.11.1854 | G    |          | Jakob Imobersteg, Johann Karlen, Samuel Friedrich Moser, Albrecht Weyermann                                          | FL     |
|                       |      |          | |        |
| 25.10.1857 08.11.1857 | G    |          | Karl Engemann, Jakob Imobersteg, Johann Karlen, Gottlieb Schneider                                                   | FL     |
|                       |      |          | |        |
| 26.10.1858            | E    |          | Jakob Karlen | FL     |
|                       |      |          | |        |
| 28.10.1860            | G    |          | Karl Engemann, Jakob Karlen, Johann Jakob Karlen, Jakob Scherz                                                       | FL     |
|                       |      |          | |        |
| 25.10.1863 08.11.1863 | G    |          | Karl Engemann, Johann Jakob Karlen, Jakob Scherz, Friedrich Seiler                                                   | FL     |
|                       |      |          | |        |
| 28.10.1866 11.11.1866 | G    |          | Johann Jakob Karlen, Jakob Scherz, Friedrich Seiler, Carl Samuel Zyro                                                | FL     |
|                       |      |          | |        |
| 31.10.1869 11.11.1869 | G    |          | Johann Jakob Karlen, Jakob Scherz, Friedrich Seiler, Carl Samuel Zyro                                                | FL     |
|                       |      |          | |        |
| 27.10.1872 17.11.1872 | G    |          | Paul Cérésole (K), Jakob Scherz, Friedrich Seiler, Wilhelm Teuscher, Carl Samuel Zyro                                | FL     |
|                       |      |          | |        |
| 09.02.1873            | B    |          | Johannes Ritschard                                                                                                   | FL     |
|                       |      |          | |        |
| 31.10.1875            | G    |          | Johannes Ritschard, Jakob Scherz, Friedrich Seiler, Wilhelm Teuscher, Carl Samuel Zyro                               | FL     |
|                       |      |          | |        |
| 27.10.1878 03.11.1878 | G    |          | Johannes Ritschard, Jakob Scherz, Friedrich Seiler, Wilhelm Teuscher, Carl Samuel Zyro                               | FL     |
|                       |      |          | |        |
| 30.10.1881            | G    |          | Johannes Ritschard, Jakob Scherz, Friedrich Seiler, Johann Zürcher, Carl Samuel Zyro                                 | FL     |
|                       |      |          | |        |
| 04.03.1883 11.03.1883 | E    |          | Johann Jakob Rebmann                                                                                                 | FL     |
| 04.03.1883 11.03.1883 | E    |          | Matthäus Zurbuchen                                                                                                   | FL     |
|                       |      |          | |        |
| 26.10.1884            | G    |          | Johann Jakob Rebmann, Jakob Scherz, Matthäus Zurbuchen, Johann Zürcher, Carl Samuel Zyro                             | FL     |
|                       |      |          | |        |
| 30.10.1887            | G    |          | Johann Jakob Rebmann, Jakob Scherz, Matthäus Zurbuchen, Johann Zürcher, Carl Samuel Zyro                             | FL     |
|                       |      |          | |        |
| 01.12.1889            | E    |          | Arnold Gottlieb Bühler                                                                                               | FL     |
|                       |      |          | |        |
| 26.10.1890            | G    |          | Arnold Gottlieb Bühler, Johann Jakob Rebmann, Matthäus Zurbuchen, Johann Zürcher, Carl Samuel Zyro                   | FL     |
|                       |      |          | |        |
| 05.02.1893            | E    |          | Franz Neuhaus | FL     |
|                       |      |          | |        |
| 29.10.1893 04.11.1893 | G    |          | Arnold Gottlieb Bühler, Gottfried Feller, Franz Neuhaus, Johann Jakob Rebmann, Matthäus Zurbuchen                    | FL     |
|                       |      |          | |        |
| 26.10.1896            | G    |          | Arnold Gottlieb Bühler, Franz Neuhaus, Johann Jakob Rebmann, Eduard Ruchti, Matthäus Zurbuchen                       | FDP    |
|                       |      |          | |        |
| 29.10.1899            | G    |          | Arnold Gottlieb Bühler, Franz Neuhaus, Johann Jakob Rebmann, Eduard Ruchti, Matthäus Zurbuchen                       | FDP    |
|                       |      |          | |        |
| 26.10.1902            | G    |          | Arnold Gottlieb Bühler, Emil Lohner, Johann Friedrich Michel, Johann Jakob Rebmann, Matthäus Zurbuchen               | FDP    |
|                       |      |          | |        |
| 08.02.1903            | E    |          | Johannes Ritschard                                                                                                   | FDP    |
|                       |      |          | |        |
| 29.10.1905            | G    |          | Arnold Gottlieb Bühler, Emil Lohner, Johann Friedrich Michel, Johann Jakob Rebmann, Johannes Ritschard               | FDP    |
|                       |      |          | |        |
| 25.10.1908            | G    |          | Arnold Gottlieb Bühler, Emil Lohner, Johann Friedrich Michel, Johann Jakob Rebmann, Johannes Ritschard               | FDP    |
|                       |      |          | |        |
| 29.10.1911            | G    |          | Arnold Gottlieb Bühler, Emil Lohner, Johann Friedrich Michel, Johann Jakob Rebmann, Hermann Schüpbach, Robert Stucki | FDP    |
|                       |      |          | |        |
| 25.10.1914            | G    |          | Arnold Gottlieb Bühler, Emil Lohner, Johann Friedrich Michel, Johann Jakob Rebmann, Hermann Schüpbach, Robert Stucki | FDP    |
|                       |      |          | |        |
| 28.10.1917            | G    |          | Arnold Gottlieb Bühler, Emil Lohner, Johann Friedrich Michel, Johann Jakob Rebmann, Hermann Schüpbach, Robert Stucki | FDP    |

## Quelle
- Erich Gruner: Die Wahlen in den Schweizerischen Nationalrat 1848–1919. Band 3. Francke Verlag, Bern 1978, ISBN 3-7720-1445-3.